# Joffrey Bazié
Joffrey Bazié, né le 27 octobre 2003 à Bobo-Dioulasso, est un footballeur international burkinabé qui évolue au poste d'ailier au Paços de Ferreira.

## Biographie

### Carrière en club
Formé au Salitas FC, dans la capitale du Burkina Faso, Joffrey Bazié rejoint le LOSC en janvier 2022. Il intègre initialement l'équipe réserve du club champion en titre de Ligue 1,.
Devenant un élément important de l'effectif de National 3, il connait également sa première feuille de match en Ligue 1 le 14 mai 2022, convoqué par Jocelyn Gourvennec pour le match contre l'OGC Nice, sans qu'il n'entre toutefois en jeu lors de cette victoire 1-3 chez les niçois.

### Carrière en sélection
Joffrey Bazié est international burkinabé dès les moins de 20 ans, participant avec ceux-ci à la Coupe d'Afrique des nations 2021, où malgré la défaite des siens au tirs au but en quart contre l'Ouganda — les futurs finalistes —, il fait partie des révélations du tournoi, figurant notamment dans le onze-type aux côtés de joueurs comme Abdul Fatawu ou Derrick Kakooza.
En mars 2022, Bazié reçoit sa première convocation en équipe du Burkina Faso pour les matches amicaux contre le Kosovo et la Belgique,,. Il fait ses débuts sur la scène internationale le 29 mars 2022 lors d'une défaite 3-0 contre la Belgique,.

## Palmarès

### Distinction personnelle
Avec l’Équipe du Burkina Faso des moins de 20 ans de football
- Membre de l'équipe type de la Coupe d'Afrique des nations des moins de 20 ans en 2021

## Style de jeu
Attaquant polyvalent se distinguant par ses qualités de percussion et de dribbles, Bazié est capable de jouer comme ailier droit, milieu relayeur ou meneur de jeu, étant aussi replacé au poste d'avant-centre avec la réserve lilloise.